# Michael Thomas
Michael Lauriston Thomas (Lambeth, 24 agosto 1967) è un ex calciatore inglese.
È ricordato principalmente per aver segnato nei minuti di recupero, nell'ultima giornata del campionato di calcio inglese 1988-1989,  il gol del 2-0 (decisivo per l'assegnazione del titolo) con cui l'Arsenal vinse in casa del Liverpool. Questo episodio è stato raccontato da Nick Hornby nel suo libro Febbre a 90'.

## Carriera
Thomas fin da piccolo fu tifoso del Tottenham, eppure, nel 1982, agli albori della sua carriera calcistica, entrò a far parte delle giovanili del club rivale, l'Arsenal.
Fu ceduto in prestito al Portsmouth nel 1987, giocando tre partite, prima di ritornare all'Arsenal. Debuttò con i Gunners nella gara d'andata della semifinale di una League Cup proprio contro il Tottenham Hotspur l'8 febbraio 1987: l'Arsenal perse 1-0.
Conquistò presto il posto da titolare nell'Arsenal e nella stagione 1987-1988 giocò 37 partite. Nella stagione 1988-1989 vinse il suo primo scudetto e fu convocato per la prima volta in Nazionale con la quale debuttò in un'amichevole contro l'Arabia Saudita.
Giocò per altre due stagioni nell'Arsenal vincendo un secondo scudetto nella stagione 1990-1991. In tutto giocò con la maglia dell'Arsenal 206 partite segnando 30 gol. Viene ceduto al Liverpool e segnò il gol d'apertura nella finale di FA Cup 1992 contro il Sunderland poi vinta dalla sua nuova squadra. In seguito giocò nel Middlesbrough e nel 1997 fu comprato dalla squadra portoghese del Benfica. Si ritirò nel 2001.

## Palmarès

### Club
- Coppa di Lega inglese: 2

Arsenal: 1986-1987
Liverpool: 1994-1995
- Campionato inglese: 2 '

Arsenal: 1988-1989, 1990-1991
- Coppa d'Inghilterra: 1

Liverpool: 1991-1992
- Charity Shield: 1

Arsenal: 1991